# とみながまり
とみなが まりは、日本の女性アニメーター、キャラクターデザイナー。東京都出身。
元スタジオ・ライブ所属であり、現在はフリーランス。別名義に富永 真理、富永 真里（読みは上記と同じ）がある。
『名探偵コナン』では一時降板した須藤昌朋の代わりに、2004年から2008年までキャラクターデザイナーを務めた（2008年からは須藤が復帰）。
1990年代には、ヤクルトスワローズファンであると公言していた。

## 参加作品

### テレビアニメ
1981年
- Dr.スランプ アラレちゃん（1981年 - 1986年、動画）

1984年
- 銀河漂流バイファム（動画）
- 超力ロボ ガラット（1984年 - 1985年、動画）

1985年
- 超獣機神ダンクーガ（動画）

1986年
- ドラゴンボール（1986年 - 1989年、動画・原画）

1987年
- ハイスクール!奇面組（動画・原画）

1989年
- アイドル伝説えり子（1989年 - 1990年、サブキャラクターデザイン・原画）

1990年
- まじかる☆タルるートくん（1990年 - 1992年、原画）
- 魔神英雄伝ワタル2（1990年 - 1991年、作画監督・原画）
- アイドル天使ようこそようこ（1990年 - 1991年、原画）

1991年
- シティーハンター'91（原画）
- 魔法のプリンセス ミンキーモモ 夢を抱きしめて（第2作、1991年 - 1992年、サブキャラクターデザイン・作画監督・原画・総集編作画）

1993年
- 疾風!アイアンリーガー（原画）

1994年
- 覇王大系リューナイト（1994年 - 1995年、作画監督）
- 美少女戦士セーラームーンS（作画監督・原画）

1995年
- 恐竜冒険記ジュラトリッパー（キャラクターデザイン）
- 美少女戦士セーラームーンSuperS（作画監督・原画）

1996年
- 天空のエスカフローネ（原画）
- 機動新世紀ガンダムX（原画）
- 名探偵コナン（キャラクターデザイン （第219話・第263話（須藤昌朋と共同）、第356話 - 第504話（二代目））・サブキャラクターデザイン（第55話）・総作画監督（第304話、第356話）・作画監督・作画監督補佐・原画・OP作画監督・ED作画監督・OP原画・ED原画）

1997年
- 超魔神英雄伝ワタル（1997年 - 1998年、ゲストキャラデザイン・作画監督・原画）

1999年
- デジモンアドベンチャー（1999年 - 2000年、原画）

2000年
- とっとこハム太郎（2000年 - 2006年、作画監督・OPED原画）
- はじめの一歩（2000年 - 2002年、原画）

2001年
- PROJECT ARMS（OP原画）
- オフサイド（2000年 - 2002年、キャラクターデザイン）

2002年
- 天使な小生意気（2002年 - 2003年、原画・OP原画）
- NARUTO -ナルト-（2002年 - 2007年、原画）
- 花田少年史（2002年 - 2003年、原画）

2003年
- はじめの一歩 Champion Road（原画）
- 高橋留美子劇場（キャラクターデザイン・作画監督）
- ポポロクロイス（2003年 - 2004年、原画・第2期OP原画）
- ソニックX（2003年 - 2004年、OPED原画）
- GUNSLINGER GIRL（2003年 - 2004年、原画）

2004年
- MONSTER（2004年 - 2005年、原画）

2005年
- ぺとぺとさん（キャラクターデザイン・総作画監督）
- ガン×ソード（原画）
- アイシールド21（原画）

2006年
- 甲虫王者ムシキング 森の民の伝説（原画）
- ガイキング LEGEND OF DAIKU-MARYU（原画）
- エンジェル・ハート（原画）
- BLOOD+（原画）
- 牙 -KIBA-（2006年 - 2007年、原画）
- D.Gray-man（2006年 - 2008年、作画監督・作画監督補佐・原画）
- 恋する天使アンジェリーク（第1期、アニメーションキャラクターデザイン・総作画監督）

2007年
- 恋する天使アンジェリーク（第2期、アニメーションキャラクターデザイン・総作画監督）
- NARUTO -ナルト- 疾風伝（2007年 - 2017年、原画・OP原画）
- セイント・ビースト 〜光陰叙事詩天使譚〜（OP原画）
- 電脳コイル（原画）
- アイドルマスター XENOGLOSSIA（原画）
- 地球へ…（原画）
- 魔人探偵脳噛ネウロ（OPED原画）
- しゅごキャラ!（原画）
- まめうしくん（OP原画）

2008年
- 全力ウサギ（OP原画）
- マクロスF（原画）
- イタズラなKiss（原画）
- キャシャーン Sins（2008年 - 2009年、作画監督・原画・第2期ED原画）

2009年
- 明日のよいち!（原画）
- はじめの一歩 New Challenger（原画）
- 青い花（原画）
- こばと。（原画）
- 青い文学シリーズ（原画）

2010年
- ちゅーぶら!!（原画）
- 裏切りは僕の名前を知っている（原画）
- 伝説の勇者の伝説（ED原画）

2011年
- カードファイト!! ヴァンガード（2011年 - 2012年、キャラクターデザイン・作画監督・第1期第2期OPED総作画監督・第3期ED総作画監督）
- 夢喰いメリー（原画）
- THE IDOLM@STER（原画）

2012年
- カードファイト!! ヴァンガード アジアサーキット編（2012年 - 2013年、キャラクターデザイン・作画監督・OPED総作画監督）
- ZETMAN（作画監督・原画・ED原画）

2013年
- カードファイト!! ヴァンガード リンクジョーカー編（2013年 - 2014年、キャラクターデザイン・作画監督・OPED総作画監督）
- 幕末義人伝 浪漫（原画）
- 革命機ヴァルヴレイヴ（原画）
- 君のいる町（原画）
- 弱虫ペダル（2013年 - 2014年、作画監督・作画監督補佐・原画・第1期OPED原画・第2期第3期ED原画）
- はじめの一歩 Rising（原画・作画協力）

2014年
- カードファイト!! ヴァンガード レギオンメイト編（キャラクターデザイン・作画監督・第1期OPED総作画監督・第2期OP作画監督・第2期ED総作画監督）
- ラブライブ! 第2シリーズ（原画）
- 弱虫ペダル GRANDE ROAD（2014年 - 2015年、作画監督補佐・第2期OPED原画）
- カードファイト!! ヴァンガードG（2014年 - 2015年、キャラクターデザイン・作画監督・総作画監督・第1期OPED総作画監督・第2期OP総作画監督・第2期ED作画監督・第3期第4期ED総作画監督）
- 名探偵コナン 江戸川コナン失踪事件 〜史上最悪の2日間〜（原画）

2015年
- 東京喰種トーキョーグール√A（原画）
- アイドルマスター シンデレラガールズ（原画）
- ヒーローバンク（原画）
- うしおととら（2015年 - 2016年、原画・OP原画）
- カードファイト!! ヴァンガードG ギアースクライシス編（ - 2016年、キャラクターデザイン・総作画監督・OP作画監督）

2016年
- カードファイト!! ヴァンガードG ストライドゲート編（キャラクターデザイン・総作画監督・OPED作画監督）
- 甲鉄城のカバネリ（原画）
- ReLIFE（OP原画）

2017年
- アイドル事変（ED原画）
- 弱虫ペダル NEW GENERATION（作画監督・原画・OP原画・エンディングショートアニメ）
- ボールルームへようこそ（原画）

2018年
- つくもがみ貸します（作画監督）

2019年
- 明治東亰恋伽（作画監督）
- Dr.STONE（作画監督）

2020年
- ラブライブ!虹ヶ咲学園スクールアイドル同好会（作画監督）

2021年
- ラブライブ!スーパースター!!（作画監督）
- ルパン三世 PART6（作画監督）

2022年
- 名探偵コナン ゼロの日常（ED原画）
- 名探偵コナン 本庁の刑事恋物語～結婚前夜～（キャラクターデザイン）
- BLEACH 千年血戦篇（作画監督・原画・OP作画監督）

2023年
- BLEACH 千年血戦篇-訣別譚-（OP作画監督）
- Dr.STONE NEW WORLD（総作画監督・作画監督）

2024年
- 忘却バッテリー（作画監督）
- BLEACH 千年血戦篇-相剋譚-（作画監督）
- らんま1/2 (2024)（作画監督）

2025年
- 真・侍伝YAIBA（原画）

### 劇場アニメ
1984年
- Dr.スランプ アラレちゃん ほよよ!ナナバ城の秘宝（動画）

1986年
- 北斗の拳（動画）

1988年
- ドラゴンボール 摩訶不思議大冒険（原画）

1990年
- Pink みずドロボウあめドロボウ（原画）

1992年
- DRAGON QUEST -ダイの大冒険- 起ちあがれ!!アバンの使徒（原画）

1993年
- Dr.スランプ アラレちゃん んちゃ!ペンギン村より愛をこめて（原画）

1994年
- 劇場版美少女戦士セーラームーンS（原画）

1997年
- 名探偵コナン 時計じかけの摩天楼（原画）

1998年
- 名探偵コナン 14番目の標的（原画）

1999年
- 名探偵コナン 世紀末の魔術師（原画）

2000年
- 名探偵コナン 瞳の中の暗殺者（原画・レイアウト）

2001年
- 名探偵コナン 天国へのカウントダウン（原画）

2002年
- 名探偵コナン ベイカー街の亡霊（原画）
- 劇場版 とっとこハム太郎 ハムハムハムージャ! 幻のプリンセス（原画）

2003年
- それいけ!アンパンマン ルビーの願い（原画）

2004年
- 名探偵コナン 銀翼の奇術師（原画）
- それいけ!アンパンマン 夢猫の国のニャニイ（原画）

2005年
- 名探偵コナン 水平線上の陰謀（原画）

2006年
- 名探偵コナン 探偵たちの鎮魂歌（原画）
- 劇場版 遙かなる時空の中で 舞一夜（原画）

2007年
- 名探偵コナン 紺碧の棺（原画）

2008年
- 名探偵コナン 戦慄の楽譜（原画）
- それいけ!アンパンマン 妖精リンリンのひみつ（原画）

2009年
- 名探偵コナン 漆黒の追跡者（原画）
- それいけ!アンパンマン だだんだんとふたごの星（原画）
- 劇場版 NARUTO -ナルト- 疾風伝 火の意志を継ぐ者（原画）

2010年
- 名探偵コナン 天空の難破船（原画）
- 劇場版 NARUTO -ナルト- 疾風伝 ザ・ロストタワー（原画）
- それいけ!アンパンマン ブラックノーズと魔法の歌（原画）

2011年
- 名探偵コナン 沈黙の15分（原画）
- 劇場版 NARUTO -ナルト- ブラッド・プリズン（原画）
- それいけ!アンパンマン すくえ! ココリンと奇跡の星（原画）

2012年
- 名探偵コナン 11人目のストライカー（原画）
- ROAD TO NINJA -NARUTO THE MOVIE-（原画）

2013年
- 名探偵コナン 絶海の探偵（原画）
- 劇場版 HUNTER×HUNTER 緋色の幻影（原画）
- SHORT PEACE「火要鎮」「武器よさらば」（作画、原画）

2014年
- 名探偵コナン 異次元の狙撃手（原画）
- 劇場版 TIGER & BUNNY -The Rising-（原画）

2015年
- 名探偵コナン 業火の向日葵（原画）
- ラブライブ!The School Idol Movie（原画）

2016年
- 名探偵コナン 純黒の悪夢（原画）
- ONE PIECE FILM GOLD（原画）
- ポッピンQ（原画）

2017年
- 名探偵コナン から紅の恋歌（原画）

2018年
- 名探偵コナン ゼロの執行人（作画監督）

2019年
- 名探偵コナン 紺青の拳（原画）
- ラブライブ!サンシャイン!! The School Idol Movie Over the Rainbow（作画監督）
- 劇場版 うたの☆プリンスさまっ♪ マジLOVEキングダム（原画）

2020年
- 劇場版ポケットモンスター ココ（原画）

2022年
- 名探偵コナン ハロウィンの花嫁（作画監督補佐、原画）
- 劇場版 ソードアート・オンライン -プログレッシブ- 冥き夕闇のスケルツォ（原画）

2023年
- 名探偵コナン 黒鉄の魚影（原画）

2024年
- 名探偵コナン 100万ドルの五稜星（作画監督補佐）

### OVA
1985年
- 魔法のプリンセス ミンキーモモ 夢の中の輪舞（動画）
- 吸血鬼ハンターD（動画）

1987年
- 禁断の黙示録 クリスタル・トライアングル（エンディングイラスト）
- ザ・サムライ（原画）

1990年
- ガデュリン（原画）

1991年
- 超幕末少年世紀タカマル（原画）

1994年
- MINKY MOMO IN 旅だちの駅（原画）

1999年
- 青山剛昌短編集（原画）

2003年
- 覇王大系リューナイト アデュー・レジェンドII（2003年 - 2004年、原画）
- はじめの一歩 間柴vs木村 死刑執行（原画）

2004年
- 名探偵コナン コナンとキッドとクリスタル・マザー（キャラクターデザイン・総作画監督）

2005年
- 名探偵コナン 標的は小五郎!! 少年探偵団マル秘調査（キャラクターデザイン・総作画監督）

2006年
- 名探偵コナン 消えたダイヤを追え! コナン・平次vsキッド!（キャラクターデザイン・総作画監督）

2009年
- 聖闘士星矢 THE LOST CANVAS 冥王神話（作画監督・原画）

2010年
- 今日、恋をはじめます（原画）

2011年
- .hack//Quantum（原画）

### Webアニメ
- ちちぶでぶちち（2018年、原画）

### ゲーム
- 超魔神英雄伝ワタル ANOTHER STEP（1998年、IQ会話画面原画）